# Xa và gần
Xa và gần là bộ phim điện ảnh chính kịch của Việt Nam, sản xuất năm 1983 do Huy Thành đạo diễn kiêm đồng biên kịch với Nguyễn Mạnh Tuấn chuyển thể dựa theo tiểu thuyết bán chạy Những khoảng cách còn lại của Nguyễn Mạnh Tuấn. Phim có sự tham gia của các diễn viên Thụy Vân, Trần Vịnh, Bắc Sơn và lần đầu tham gia điện ảnh của Hà Xuyên.
Xa và Gần chia làm hai tập "Xa" và "Gần", phim giành được 5 trong số 8 giải chính của hạng mục Phim truyện nhựa tại Liên hoan phim Việt Nam lần thứ 7, cùng với giải Nữ diễn viên xuất sắc cho diễn viên trẻ Hà Xuyên do Hội Điện ảnh Việt Nam trao tặng.

## Nội dung

### Tập 1 - Xa
Trước năm 1975, gia đình ông Sĩ và bà Thuận Thành phải chịu cảnh li tán. Trong khi ông Sĩ và Hải - người con trai - tập kết ra Bắc và trở thành cán bộ nòng cốt. Trong miền Nam, bà Thuận Thành cùng những đứa con còn lại bươn chải kiếm sống và trở nên giàu có. Khi đất nước thống nhất, vợ chồng người con trai thứ động viên bà Thành sang Mỹ định cư nhưng bà từ chối, bà muốn ở lại chờ chồng và con lớn trở về. Khi gia đình đoàn tụ cũng là lúc rắc rối nảy sinh vì những tư tưởng trái ngược nhau.

### Tập 2 - Gần
Các mâu thuẫn đẩy lên đỉnh khi xuất hiện nhân vật Hà, nữ bộ trẻ nhiệt huyết và năng lực, thành viên ban cải tạo tư sản và cũng là vợ Hải.

## Phân vai
- NSND Thụy Vân vai Bà Thuận Thành
- Hà Xuyên vai Hà
- Trần Vịnh vai Hải
- Bắc Sơn vai Ông Sỹ
- Bích Liên vai Quỳnh
- Bạch Lan vai Bà giáo
- Nhật Minh vai Phi Hùng
- Ngọc Bích vai Thuận Ánh
- Phương Hồng Ngọc vai Hằng
- Võ Văn Đức vai Hiếu
- Nguyễn Đình Thơ vai Sơn
- Các diễn viên khác: Thanh Châu, Tuyết Trinh, Hà Cận, Jean Vô Danh, Thọ Vĩnh, Trần Văn Cẩm, Cung Bắc, Nguyễn Văn Lô, bé Sao Mai...

## Hậu trường
Khi vào vai Hà, nghệ sĩ Hà Xuyên mới 17, là vũ công giảng dạy tại Công ty Biểu diễn Thành phố Hồ Chí Minh. Phòng trường hợp Hà Xuyên không đáp ứng được vai diễn, đạo diễn Huy Thành đã chuẩn bị diễn viên thay thế là Thúy Lan. Dù không qua trường lớp diễn xuất nhưng Hà Xuyên đã rất cố gắng theo đoàn, qua bộ phim này bà được giải Nữ diễn viên xuất sắc của Hội Điện ảnh Việt Nam năm 1988.

## Giải thưởng
| Năm  | Lễ trao giải                      | Hạng mục                                                          | Đối tượng đề cử  | Kết quả       | Nguồn |
| ---- | --------------------------------- | ----------------------------------------------------------------- | ---------------- | ------------- | ----- |
| 1985 | Liên hoan phim Việt Nam lần thứ 7 | Phim truyện điện ảnh                                              |                  | Bông sen vàng | [ 1 ] |
| 1985 | Liên hoan phim Việt Nam lần thứ 7 | Đạo diễn xuất sắc                                                 | NSND Huy Thành   | Đoạt giải     | [ 1 ] |
| 1985 | Liên hoan phim Việt Nam lần thứ 7 | Biên kịch xuất sắc                                                | Nguyễn Mạnh Tuấn | Đoạt giải     | [ 1 ] |
| 1985 | Liên hoan phim Việt Nam lần thứ 7 | Nữ diễn viên chính xuất sắc                                       | NSND Thụy Vân    | Đoạt giải     | [ 1 ] |
| 1985 | Liên hoan phim Việt Nam lần thứ 7 | Thiếu kế mỹ thuật xuất sắc                                        | Nguyễn Phú Nghĩa | Đoạt giải     | [ 1 ] |
| 1985 | Liên hoan phim Việt Nam lần thứ 7 | Nữ diễn viên phụ xuất sắc (giải thưởng của Hội Điện ảnh Việt Nam) | Hà Xuyên         | Đoạt giải     | [ 4 ] |